# Sinodo della Quercia

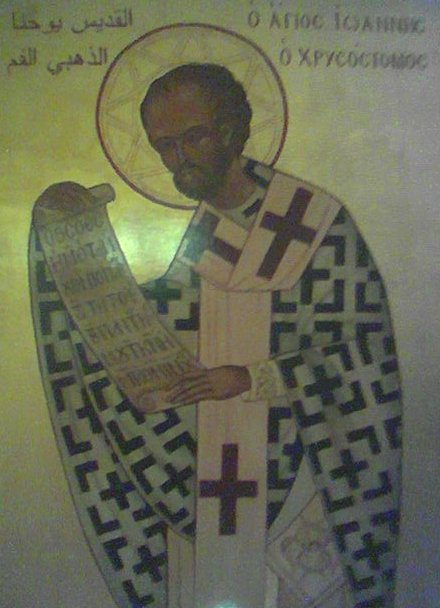
Icona di Giovanni Crisostomo (Etterbeek, Belgio).

Il Sinodo della Quercia fu un sinodo provinciale, tenutosi nei pressi di Calcedonia nel luglio del 403, che condannò e depose Giovanni Crisostomo come Patriarca di Costantinopoli.
Il sinodo è ampiamente considerato come il frutto di movente politico, essendo il risultato di una cospirazione di un certo numero di avversari di Crisostomo, tra cui l'imperatrice Eudossia e Teofilo di Alessandria.
Il contenuto delle 13 sedute del sinodo è noto grazie al patriarca Fozio di Costantinopoli che nel IX secolo fece un riassunto dei verbali.

## Prodromi
Nell'anno 402, Teofilo era stato convocato dall'imperatore a Costantinopoli per scusarsi di fronte a un sinodo, presieduto dal Crisostomo, in merito a diverse accuse che gli furono portate da alcuni monaci egiziani, in particolare dai cosiddetti quattro "Alti Fratelli". Teofilo, loro ex compagno, si era improvvisamente rivoltato contro di loro e li aveva perseguitati come origenisti. Mettendosi alla testa di soldati e servitori armati, Teofilo aveva marciato contro i monaci, bruciato le loro abitazioni e maltrattato i prigionieri.
Quando questi monaci fuggirono a Costantinopoli per appellarsi al patriarca Giovanni, Teofilo scrisse ad Epifanio di Cipro, chiedendogli di andare e persuadere Crisostomo a condannare gli origenisti. Epifanio andò, ma quando si rese conto che Teofilo lo stava semplicemente usando per i suoi scopi, lasciò la capitale, morendo al suo ritorno nel 403. All'epoca Crisostomo pronunciò un sermone contro il vano lusso delle donne. Fu riferito all'imperatrice come se Crisostomo si fosse riferito a lei personalmente, cosa che la inimicò ulteriormente contro il Patriarca.

## Sinodo
Alla fine Teofilo comparve a Costantinopoli nel giugno del 403, non da solo, come gli era stato comandato, ma con ventinove dei suoi vescovi suffraganei e, come ci riporta Palladio, con una buona quantità di denaro e doni di ogni genere. Anche suo nipote e successore Cirillo lo accompagnò al Sinodo. Teofilo prese i suoi alloggi in uno dei palazzi imperiali e tenne colloqui con tutti gli avversari di Crisostomo. Quindi si ritirò con i suoi suffraganei e altri sette vescovi in una villa vicino a Costantinopoli, chiamata Epi Dryn. Lì fu redatto un lungo elenco di accuse in gran parte infondate contro Crisostomo.
Il sinodo consisteva ora di quarantadue arcivescovi e vescovi, molti dei quali erano vescovi siriani ed egiziani avversari al patriarca, portati da Teofilo. Così il sinodo, riunito per giudicare Teofilo secondo gli ordini dell'imperatore, convocò Crisostomo per presentarsi e discolparsi. Severiano, vescovo di Gabale in Siria, a cui Crisostomo aveva precedentemente ordinato di lasciare Costantinopoli a causa del suo coinvolgimento in una controversia con il diacono Sarapion, fungeva da procuratore dell'accusa. Crisostomo rifiutò di riconoscere la legalità di un sinodo in cui i suoi avversari erano giudici. Dopo la terza convocazione, Crisostomo, con il consenso dell'imperatore, fu dichiarato deposto. Per evitare inutili spargimenti di sangue, si arrese il terzo giorno ai soldati che lo attendevano. Ma le minacce del popolo esagitato e un improvviso "incidente nel palazzo imperiale" (in realtà un aborto) spaventarono l'imperatrice. Temeva qualche punizione divina per l'esilio di Crisostomo e ordinò immediatamente il suo richiamo. Dopo qualche esitazione, Crisostomo rientrò nella capitale tra il giubilo del fedeli. Teofilo e il suo partito si salvarono fuggendo da Costantinopoli.

## Conseguenze
I nemici di Crisostomo, tuttavia, non si arresero e presto riuscirono a farlo deporre ed esiliare una seconda volta, il 24 giugno 404. Le ultime parole di San Giovanni Crisostomo, pronunciate mentre giaceva morendo sulla strada dell'esilio, furono "Gloria a Dio per tutte le cose!".